# Dialose
Dialose er et enzymrigt pulver bestående af aktivt bygmalt, hvedemel, rugmel, vegetabilsk fedtstof og askorbinsyre.
Det er primært brugt som ingrediens i bageopskrifter under "liggettiden" i gærdeje. Det vil sige den tid som en dej skal stå hen og hvile, for at glutenstrengene kan hvile og gæren kan nå at optage næring (kulhydrater og vand), formere sig og hæve brødet.
Vigtigst er dialosens status som et disakkarid, da gæren vil indtage dette til sidst. Det betyder, at hvis dejen skal fryses ned og bages en anden dag, vil gæren have dialosen som et ekstra lager af næring til den anden dag, hvis den når at indtage en stor del af det ellers tilgængelige næring, inden kulden får tvunget gæren i dvale.

## Fremstilling
Når byg begynder at spire øges enzymaktiviteten og dets proteiner spaltes til albuminer og aminosyrer.
Er enzymaktiviteten for høj, spalter det stivelse, som ellers skulle holde kuldioxid, luft, og vand i brødet. Resultatet af denne uønskede drejning kaldes dejrand: et klæbrigt lag af rå dej i ellers færdigbagte brød. Derfor stoppes byggen midt i spiringen ved hjælp af en tørringsproces.

## Formål
Som nævnt indtager gæren næring, men den kan (udover vand) udelukkende indtage den molekylært simpleste sukkerart kaldet monosakkarider. Her tænkes ikke på stødt melis, som det sukker der kan købes i dagligvarebutikker, men på det kulhydrat, som hurtigst kan optages og omsættes til energi, da gæren ikke har mulighed for at indtage eller nedbryde mere komplekse sukkerarter, som stødt melis.
Når dialosen tilsættes i en dej, sættes en længere biologisk proces i gang, for at kulhydraterne (som i stødt melis) brydes helt ned, så gæren kan optage dem. Men før gæren når der til, arbejder den sig først igennem f.eks. frugt- og druesukker, som ikke kræver forarbejdning.

Dialosens formål kommer nu ind i billedet, hvis f.eks. en spandauer (af wienerdej) fryses ned, lige efter at den er lavet. For gæren når måske at optage frugt- og druesukkeret i dejen, som den omsætter til kuldioxid og alkohol, hvilket igen får dejen til at hæve, inden at gæren går i dvale under nedfrysningen. Og når dejen så tages ud af fryseren igen, skal gæren bruge ny næring, for igen at hæve dejen, den dag hvor den skal afbages. Og her bliver dialosen så et praktisk overskudslager af næring, som kan nedbrydes og optages.
Det skal nævnes, at stivelsen i det førnævnte rugmel og hvedemel også er sukkerarter. Men deres komplekse molekylære struktur er af den mest indviklede af slagsen, så udover at have en lang nedbrydningstid, har de også helt mistet den sødme, som de ville have haft med en mindre kompleks struktur. F.eks. den fundet i stødt melis.

## Produkt med samme navn
Der findes et afføringsmiddel ved samme navn, som ikke bør forveksles med det ovennævnte bageprodukt. Midlet forhandles dog under andre navne i Danmark.